# Calum Davenport
Calum Raymond Paul Davenport (* 1. Januar 1983 in Bedford) ist ein ehemaliger englischer Fußballspieler. 

## Karriere
Davenport begann seine Karriere 2001 bei Coventry City. Sein Profidebüt gab er beim 0:0 gegen Bradford City. Bei Coventry machte er in 75 Spielen drei Tore, ehe er 2004 zu Tottenham Hotspur wechselte. Zwischen 2004 und 2005 war er an West Ham United, den FC Southampton und Norwich City ausgeliehen.
Im Januar 2006 kehrte Davenport nach Tottenham zurück. Sein erstes Tor dort machte er beim 2:1 gegen Manchester United. Anfang 2007 wechselte er zu West Ham United.
Auch West Ham lieh Davenport aus und zwar zur Rückrunde 2008 zum FC Watford und zur Rückrunde 2009 zum AFC Sunderland.
Davenport spielte bereits in den U-17-, U-19- und U-21-Auswahlen Englands.
Im August 2009 wurden er und seine Mutter zu Hause niedergestochen. Calum Davenport musste operiert werden.
Sein Vertrag wurde im März 2010 aufgelöst.